# مرك (كاهشنغ)
مرك (بالفارسية: مرک) هي مستوطنة تقع في إيران في قسم كاهشنغ الريفي. يقدر عدد سكانها بـ 532 نسمة .